# Helfried Kämpfe
Helfried Kämpfe (* 6. April 1951 in Chemnitz; † 1. Juli 1989 in Hohburg) war ein sächsischer evangelischer Diakon. Er arbeitete für die Evangelisch-Lutherische Landeskirche Sachsens und die Herrnhuter Brüdergemeine und gründete die Behindertenhilfe (ab 2021 "Teilhaben mit Assistenz") Hohburg, deren erstes Haus seinen Namen trägt.

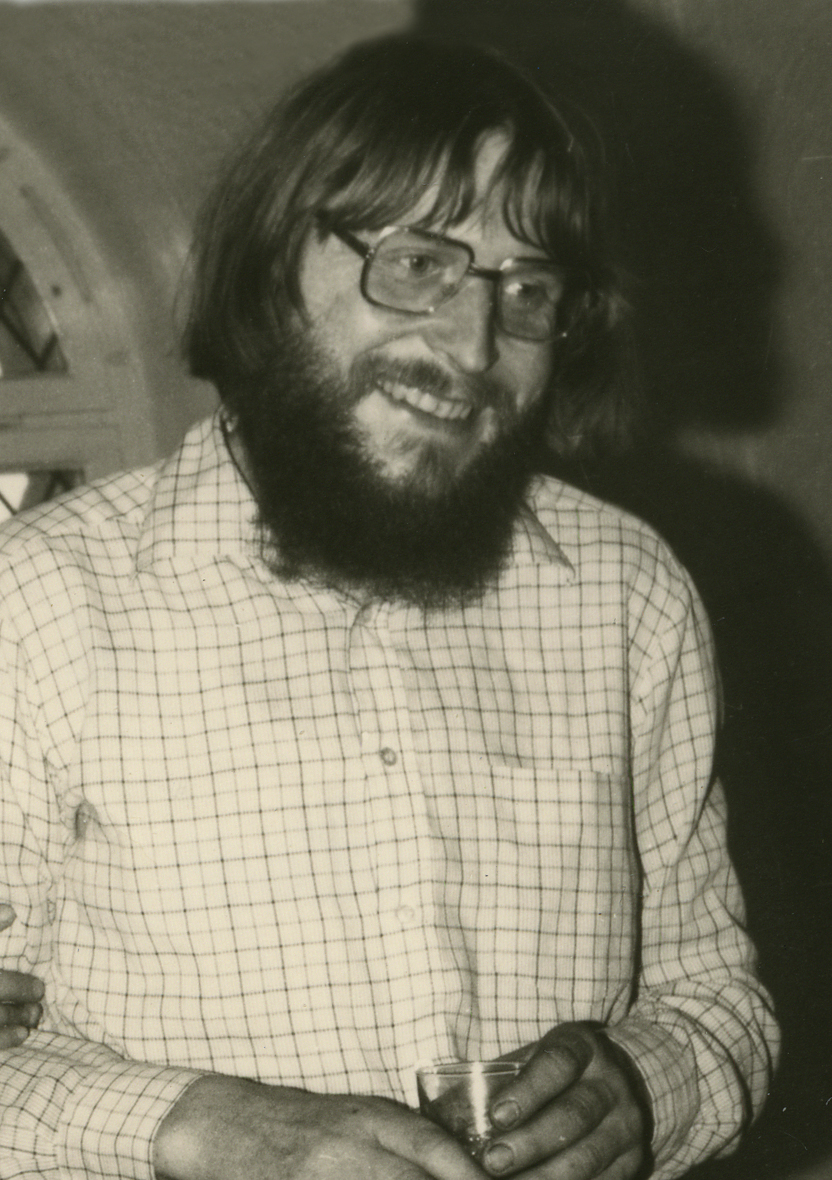
Helfried Kämpfe

## Leben
Helfried Kämpfe wuchs in Chemnitz auf, besuchte die polytechnische Oberschule und absolvierte anschließend eine Ausbildung zum Werkzeugmacher. In seiner Freizeit war er Radrennfahrer beim SC Wismut Karl-Marx-Stadt und in der Zeltplatzmission aktiv.
Von 1970 bis 1972 machte er die Grundausbildung zum Diakon im Evangelisch-Lutherischen Diakonenhaus Moritzburg, von 1972 bis 1974 eine Spezialausbildung zum Pfleger in der Behindertenhilfe im Martinshof Rothenburg. Nach einem Kurs für sozialfürsorglichen Dienst arbeitete er als „Kirchlicher Fürsorger“ bei der Stadtmission Dresden und kümmerte sich u. a. um haftentlassene Straftäter. Am 19. Mai 1978 wurde er in Moritzburg zum Diakon eingesegnet.

Seine Bemühungen um die Einrichtung eines Hauses zur Reintegration von jungen Strafgefangenen wurden von den staatlichen Stellen der DDR blockiert. So widmete er sich ab 1985 der Errichtung eines Wohnheimes für erwachsene Behinderte, denen er vor allem ein größeres Privatleben als in den damals üblichen Behindertenheimen ermöglichen wollte. Im baufälligen Pfarrhaus Hohburg fand er ein geeignetes Objekt, in der Herrnhuter Brüdergemeine einen kirchlichen Träger. Nur mit Unterstützung eines Maurers und gelegentlicher weiterer Hilfskräfte und trotz seiner fortschreitenden Krebserkrankung gelang es ihm, den ersten Bauabschnitt zu bewältigen. Am 1. Juni 1988 wurde Richtfest gefeiert, ein reichliches Jahr später verstarb er. Das Haus, das nun seinen Namen trägt, gehört heute zum größeren Komplex der Behindertenhilfe Hohburg. 

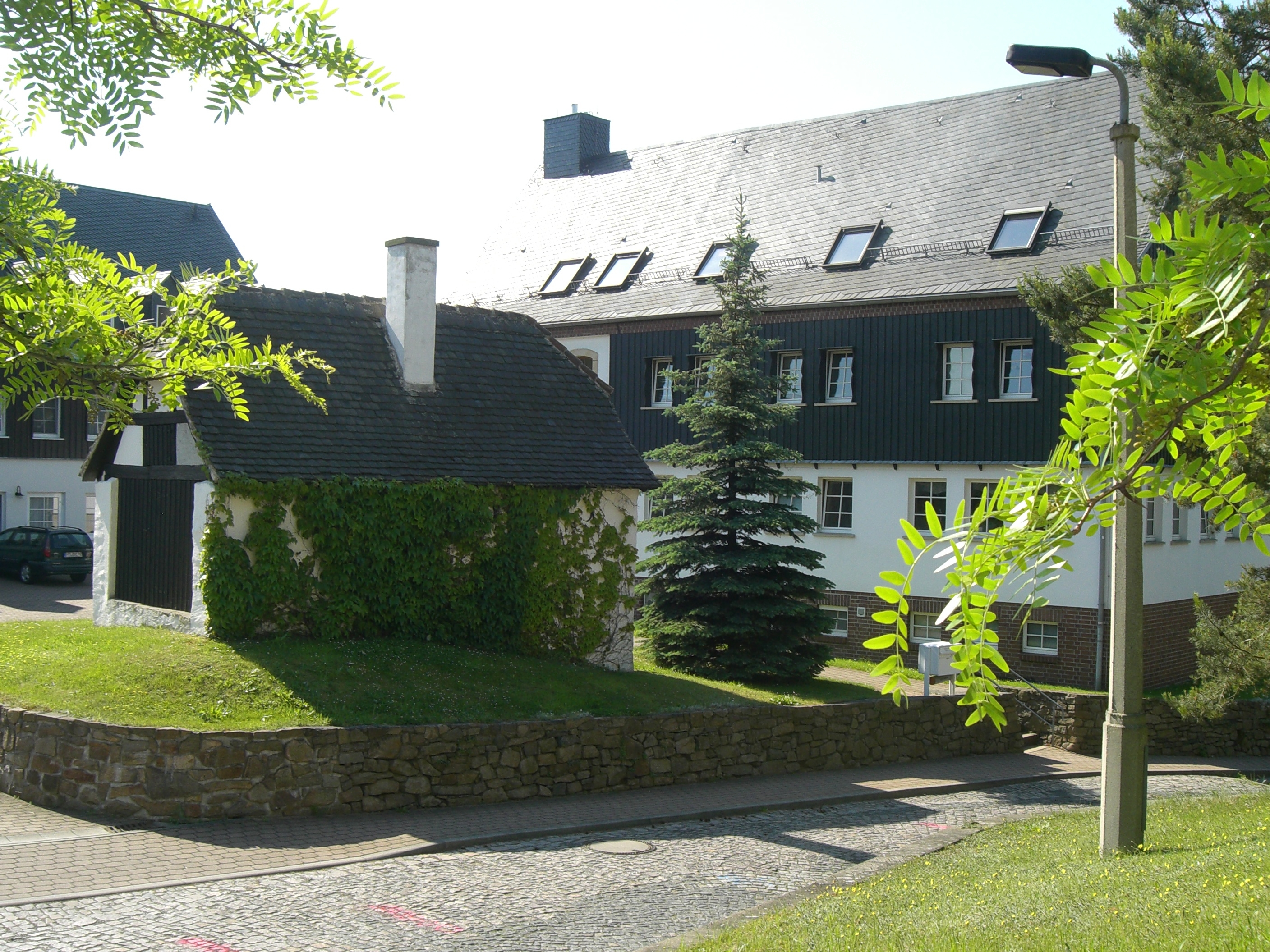
Wohnheim "Helfried-Kämpfe-Haus" der Behindertenhilfe Hohburg